# Callicore sorana
Callicore sorana, popularmente conhecida como borboleta-80, é uma borboleta neotropical da família Nymphalidae e que se distribui da Bolívia até a Argentina; também comum na caatinga e cerrado brasileiros; classificada por Jean-Baptiste Godart em 1824. É caracterizada por apresentar a face inferior das asas posteriores com a marcação 08 (quando o inseto está voltado para a esquerda) ou 80 (quando o inseto está voltado para a direita), além de possuir um contorno de zigue-zague próximo à borda das asas. Em vista superior, a espécie apresenta as asas anteriores e posteriores com tonalidades em vermelho e azul, com uma estreita faixa amarelada próxima à ponta das asas anteriores. Este inseto está citado, em livro, como "uma das mais belas borboletas da América do Sul".

## Hábitos
Callicore sorana é uma espécie mais comum em pastagens e no cerrado. Adultos alimentam-se de frutos em fermentação.

## Lagarta
A lagarta de C. sorana é de coloração predominantemente esverdeada e, quando desenvolvida, apresenta numerosos tubérculos com projeções em laranja; além de apresentar a cabeça da mesma coloração, dotada de uma par de chifres que terminam em projeções avermelhadas com ramificações em negro.

## Subespécies
Callicore sorana possui duas subespécies:
- Callicore sorana sorana - Descrita por Godart em 1824, de exemplar proveniente do Brasil.
- Callicore sorana horstii - Descrita por Mengel em 1916, de exemplar proveniente da Bolívia.